# East Tulare Villa (Kalifornija)
East Tulare Villa je naseljeno područje za statističke svrhe u američkoj saveznoj državi Kalifornija. Prema popisu stanovništva iz 2010. u njemu je živjelo 778 stanovnika.